# Patrick Lodewijks
Patrick Lodewijks (ur. 21 lutego 1967 w Eindhoven), piłkarz holenderski grający na pozycji bramkarza.

## Życiorys
Lodewijks urodził się w Eindhoven. Jego pierwszym klubem w karierze był amatorski WWVZ Eindhoven, a następnie trafił do młodzieżowej drużyny PSV Eindhoven. 23 kwietnia 1988 Lodewijks zadebiutował w Eredivisie meczem z FC Groningen (2:0) i był to jego jedyny mecz w tamtym sezonie. Z PSV zdobył Puchar Mistrzów, ale był tylko rezerwowym, gdyż pierwszym bramkarzem był Hans van Breukelen. W kolejnym sezonie Lodewijks rozegrał 10 meczów w lidze i podobnie jak rok wcześniej został mistrzem Holandii.
Latem 1989 Lodewijks przeszedł do FC Groningen. Grał tam przez 9 sezonów i był podstawowym bramkarzem zespołu i rozegrał w jego barwach blisko 270 meczów. Nie osiągnął jednak żadnych sukcesów, ale stał się solidnym bramkarzem, aż w końcu w 1998 roku wrócił do PSV. Jednak i za drugim podejściem był tylko rezerwowym w PSV mając za konkurentów takich zawodników jak Ronald Waterreus i Ivica Kralj, więc miał niewielki udział przy wywalczeniu tytułów mistrza kraju w latach 2000 i 2001.
W 2002 roku Lodewijks przeniósł się do Feyenoordu. W jego barwach zadebiutował 3 listopada w wygranym 2:0 meczu z FC Groningen. W pierwszych dwóch sezonach bronił na przemian z Edwinem Zoetebierem, ale po jego odejściu w 2004 roku walczył o miejsce w składzie z Węgrem Gáborem Babosem, a następnie z Maikelem Aertsem. Od początku sezonu 2006/2007 był trzecim bramkarzem klubu z Rotterdamu po Henku Timmerze oraz Egipcjaninie Sherifie Ekramym. Obok Raimonda van der Gouwa, golkipera AGOVV Apeldoorn był jednym z najstarszych zawodników ligi. Wraz z końcem sezonu Lodewijks postanowił zakończyć karierę.
| Sezon   | Klub                | Kraj     | Rozgrywki  | Mecze | Bramki |
| ------- | ------------------- | -------- | ---------- | ----- | ------ |
| 1987/88 | PSV Eindhoven       | Holandia | Eredivisie | 1     | 0      |
| 1988/89 | PSV Eindhoven       | Holandia | Eredivisie | 10    | 0      |
| 1989/90 | FC Groningen        | Holandia | Eredivisie | 31    | 0      |
| 1990/91 | FC Groningen        | Holandia | Eredivisie | 32    | 0      |
| 1991/92 | FC Groningen        | Holandia | Eredivisie | 34    | 0      |
| 1992/93 | FC Groningen        | Holandia | Eredivisie | 30    | 0      |
| 1993/94 | FC Groningen        | Holandia | Eredivisie | 25    | 0      |
| 1994/95 | FC Groningen        | Holandia | Eredivisie | 24    | 0      |
| 1995/96 | FC Groningen        | Holandia | Eredivisie | 31    | 0      |
| 1996/97 | FC Groningen        | Holandia | Eredivisie | 33    | 0      |
| 1997/98 | FC Groningen        | Holandia | Eredivisie | 30    | 0      |
| 1998/99 | PSV Eindhoven       | Holandia | Eredivisie | 4     | 0      |
| 1999/00 | PSV Eindhoven       | Holandia | Eredivisie | 1     | 0      |
| 2000/01 | PSV Eindhoven       | Holandia | Eredivisie | 0     | 0      |
| 2001/02 | PSV Eindhoven       | Holandia | Eredivisie | 14    | 0      |
| 2002/03 | Feyenoord Rotterdam | Holandia | Eredivisie | 22    | 0      |
| 2003/04 | Feyenoord Rotterdam | Holandia | Eredivisie | 15    | 0      |
| 2004/05 | Feyenoord Rotterdam | Holandia | Eredivisie | 9     | 0      |
| 2005/06 | Feyenoord Rotterdam | Holandia | Eredivisie | 26    | 0      |
| 2006/07 | Feyenoord Rotterdam | Holandia | Eredivisie | 0     | 0      |